# Orden de Santa Cristina
La Orden de Santa Cristina fue una orden religiosa y militar surgida en el siglo XIII en torno al hospital y monasterio de Somport. Debe su nombre a Santa Cristina de Bolsena. Su objetivo inicial era proteger y dar hospedaje a los peregrinos del Camino de Santiago.

## Historia

### Leyenda sobre la fundación
Se cuenta que al volver de la cruzada en Hispania, dos caballeros francos llamados Arnobio y Sineval, atrapados por un temporal de nieve, decidieron hacer un pequeño refugio en Somport para hospedar a los peregrinos que a menudo morían en este punto del Camino de Santiago por hambre, la nieve y las bestias de los montes.
Cuando estaban discutiendo sobre el mejor lugar para levantar el refugio, apareció una paloma blanca que llevaba en su pico una cruz de oro que dejó en el sitio en el que Dios había señalado que debía hacerse la iglesia. Así, la noticia se extendió por toda la tierra y se hicieron tantas donaciones que los caballeros no hicieron un pequeño refugio como habían pensado, sino un gran hospital.
Desde ese momento, el emblema del hospital fue una paloma blanca con una cruz dorada en el pico.

### Origen
Establecido en el siglo XII, ya existen noticias suyas en el Codex Calixtinus, diciendo que era Unum Tribus Mundi, es decir, uno de los tres hospitales más importantes del mundo, junto con los de Jerusalén y el Gran San Bernardo. No se conoce la fecha exacta de su fundación: aunque aparece mencionado en un documento de Sancho Ramírez de Aragón escrito en 1078 y citado por el historiador Ricardo del Arco, el documento parece ser falso, por lo que la mención más antigua está en un diploma de Pedro I de Aragón del año 1100, se duda de si el fundador fue el rey aragonés o el Vizconde Gastón IV de Beárn, que también hizo numerosas donaciones al hospital. En sus inicios estuvo vinculada con la Orden del Santo Sepulcro de Jerusalén aunque a comienzos del siglo XIII el monasterio adquiere autonomía convirtiéndose en sede de la Orden de Santa Cristina.

### Creación de la Orden
En el siglo XIII, el hospital de Santa Cristina de Somport había alcanzado su apogeo y una bula despachada en Perusa por Inocencio III, el 4 de junio de 1216 nombra las encomiendas iglesias y villas que pertenecían al hospital, destacando en Francia los hospitales de Aubertin, Gabás, San Cristóbal, Mifaget, y Espinalba.
Fue tal la importancia de éste Monasterio-Hospital, que los frailes del mismo establecieron una encomienda por los monasterios de ambas vertientes de los Pirineos, destacando los fundados en Maltray, Tarazona, Calatayud, Castejón de Valdejasa, iglesia y hospital de Roncesvalles, Tudela y Soria, y que todos ellos se regían como dependencias del priorato de Santa Cristina, en las que se dispensaban servicios religiosos y de enfermería, hospedaje y cambio de moneda.
En Aragón el lugar de Arañones, y las casas-palacio de Canfranc y Jaca, Bailo, Artieda, Tiermas, Zaragoza, además del hospital de Secotor próximo a Sallent. En Castilla tenían casa en Cuenca actuando todas a modo de hospitales u hospicios y encargadas a dos sacerdotes y cinco o seis donados.

### Decadencia
Su decadencia empezó en 1374 y continuó durante el siglo XVI, debido a las guerras entre católicos y hugonotes, abandonando los monjes el hospital y estableciéndose en su iglesia-palacio de Jaca. En 1607 se suprimió el clero regular, residiendo el prior en la Seo de Zaragoza.